# 斯通沃爾 (密西西比州)
斯通沃爾（英語：Stonewall）是位於美國密西西比州克拉克縣的城鎮。

## 人口
根據2020年美國人口普查的數據，斯通沃爾的面積為6.90平方千米，當中陸地面積為6.88平方千米，而水域面積為0.02平方千米。當地共有人口879人，而人口密度為每平方千米127人。